# ویدای دم‌تیری
ویدای دم‌تیری (نام علمی: Vidua regia) نام یک گونه از تیره نیلی‌مرغان است.